# امیلیانو موندونیکو
امیلیانو موندونیکو (انگلیسی: Emiliano Mondonico; ۹ مارس ۱۹۴۷ – ۲۹ مارس ۲۰۱۸) بازیکن فوتبال اهل ایتالیا بود.
از باشگاه‌هایی که در آن بازی کرده‌است می‌توان به باشگاه فوتبال کرمونزه، باشگاه فوتبال مونتسا، باشگاه فوتبال تورینو، و باشگاه فوتبال آتالانتا اشاره کرد.